# Çağlar Söyüncü
Çağlar Söyüncü (* 23. května 1996 Smyrna) je turecký profesionální fotbalista hrající na postu stopera za turecký klub Fenerbahçe SK, kde je na hostování z Atlética Madrid, a za tureckou fotbalovou reprezentaci.

## Klubová kariéra

### Altınordu FK
Söyüncü započal svoji fotbalovou kariéru v TFF 1. Lig (turecké 2. lize), v týmu Altınordu FK. V průběhu sezony 2015/16 bylo jeho jméno spojováno s týmy jako Beşiktaş JK, Galatasaray SK nebo Sevilla FC, Söyüncü si ale vybral bundesligový SC Freiburg, jelikož si myslel, že to pro jeho budoucnost bude nejlepší volbou.

### SC Freiburg
V květnu 2016 Söyüncü přestoupil do Freiburgu. Stal se prvním tureckým fotbalistou, který přestoupil z TFF 1. lig přímo do Bundesligy. V Bundeslize debutoval 28. srpna 2016 v 1. kole proti Herthě.

## Úspěchy
- Tým roku Premier League podle PFA – 2019/20[4]